# Irène Joachim
Irène Joachim   (7è districte de París, 13 de març de 1913 - París, 20 d'abril de 2001) va ser una soprano francesa, i després professora de cant.
Filla de l'oficial alemany Herman Joachim i de la violinista francesa Suzanne Chaigneau, i neta del violinista Joseph Joachim, va aprendre el violí i el piano de petit. Era bilingüe en alemany i francès.
Just abans de l'esclat de la Primera Guerra Mundial, ella i els seus pares van marxar de París cap a Berlín, allotjats en una pensió a la Lutherstrasse durant la resta de la guerra. El seu pare va morir de tuberculosi el 1917 i, a causa de les dificultats de la vida a la capital alemanya, Joachim va ser enviada de nou a França la tardor de 1918, vivint amb una tia abans que la seva mare tornés el 1920.
A causa de problemes de salut i de l'estil de vida professional de la seva mare, Joachim va ser educada en privat, en primer lloc per Jeanne Favart. Les tardes es van dedicar als estudis musicals: violí, piano i solfeig.
De nena va escoltar músics com Emanuel Feuermann, Claire Croiza, Germaine Lubin, Marya Freund i el Capet Quartet. A través del cercle social de Jean Gehret, Joachim, de dotze anys, va anar a jugar i va assistir a les darreres temporades del Ballet de Diaghilev. Durant l'estiu de 1926 i durant diversos mesos el 1927, Irène va acompanyar la seva mare, que va realitzar dues visites com a professora amb la família Yanker a Chicago. Això va tornar a posar la jove Joachim en estret contacte amb músics de primera línia, com Thibaud, Tansman, Casals i Ravel. De tornada a França, va deixar els estudis de violí però va continuar amb el piano.
Es va casar per primera vegada amb Roger Weber el 29 de juliol de 1929 i el 3 de juliol de 1930 va néixer el seu fill Alain. No obstant això, es va divorciar de Weber poc després i va patir un període de depressió i incertesa sobre la direcció de la seva vida. Es va casar per segona volta amb Jean Gehret i per tercera vegada amb Jean-Louis Lévi Alvarès (besnet de David Lévi Alvarès), productor de cinema, el novembre de 1955.
A instàncies de Jean Gehret, el 1933 Joachim va començar classes de cant, amb Germaine Chevalet; el seu progrés va ser tal que va entrar al concurs per inscriure's al Conservatori de París, ingressant a la classe de Suzanne Cesbron-Viseur a l'octubre de 1935, estudiant posteriorment amb Georges Viseur (solfeig) i Pierre Chéreau. Durant els seus anys de conservatori, Joachim es va recolzar cantant en cors i també va cantar als "Concerts du Societe du Conservatoire".

## Carrera
En els seus darrers mesos al Conservatori el 1938, Joachim va fer els seus primers enregistraments en àudio, de lieder de Brahms i Mozart. Els seguiria durant la Segona Guerra Mundial no només amb el primer enregistrament complet de Pelléas et Mélisande, sinó amb música vocal de Yves Nat i fragments de Les Indes galantes.
Joachim va debutar a l’Opéra-Comique el 2 de febrer de 1939 com a Nanthilde a Le Bon Roi Dagobert de Samuel-Rousseau. Després va cantar Micaela, Hélène (Une éducation manquée), Marguerite (Fragonard), la comtessa (The Marriage of Figaro), Mélisande (Pelléas et Mélisande), la dona (Le pauvre matelot), Rosenn (Le roi d’Ys) i Sophie (Werther). També va crear Léda (Amphytrion 38), Ginèvra (Ginèvra), Isabelle (Guignol), Madeleine (Marion) i Azénor (Le Rossignol de Saint-Malo). A la invasió alemanya del 1940, juntament amb molts altres parisencs, va fugir de la ciutat, però va tornar a la capital després de l'armistici.
Joachim és especialment recordada per la seva interpretació de Mélisande a Pelléas et Mélisande que va cantar per primera vegada a l'Opéra-Comique el 12 de setembre de 1940, reprenent-la a França i a l'estranger fins al 1952; va gravar el paper a l'abril i al maig de 1941 amb Roger Désormière. Havia estudiat Mélisande amb Georges Viseur, que havia treballat al costat d'André Messager durant l'estrena de l'òpera, i també va tenir diverses reunions a París amb Mary Garden, que va crear Mélisande i que va ajudar particularment Joachim amb l'aportació escènica per al paper. La seva primera actuació al costat de Jacques Jansen com a Pelléas va tenir lloc a l'Opéra-Comique el 20 d'abril de 1941. La fama de Joachim a Pelléas i Mélisande va provocar una invitació del "Propagandastaffel" a cantar a Berlín, cosa que ella va rebutjar. Durant els anys de la guerra, especialment a partir del 1942, es va unir a altres artistes del Front Nacional; casa seva es feia servir per passar missatges entre el grup.
Va cantar Rozenn (Le roi d'Ys) tant a la Salle Favart com a la Salle Garnier, així com Mélisande a Ariane et Barbe-bleue a l'Opéra. Mentre la seva carrera operística va continuar, els anys de la postguerra van veure com Joachim va desenvolupar una fructífera relació en un recital amb Jane Bathori; més tard a la dècada de 1950, amb altres acompanyants, va fer diverses emissions per a la ràdio francesa. Va participar en l'estrena de Le Soleil des eaux de Pierre Boulez, així com d'obres de Henri Dutilleux, Wiener i Serge Nigg. Era reconeguda per la seva dicció impecable.
Irène Joachim també va cantar lieder alemanys com Schubert, Schumann, Berg: va guanyar el "Grand Prix du Disque" el 1959 pel seu enregistrament de lieder per Carl Maria von Weber. El 1956 va concloure el contracte de Joachim a l'Opera-Comique, però va acabar per estar actiu en retransmissions i recitals.
Del 1954 al 1962 Joachim va ensenyar cant a la `"Schola Cantorum"; des de 1963 va ser professora al Conservatori de París.

## Enregistraments
A més de l'enregistrament clàssic de Pelléas et Mélisande, la discografia comercial de Joachim inclou fragments de Ginèvra de Delannoy (paper principal), lieder de Berg (Grand Prix du Disque 1950), Brahms, Schumann i Weber (Grand Prix du Disque) 1959) amb Hélène Boschi al piano, cançons d'art de Debussy (Grand Prix du Disque 1949), Gounod i Nat, a més d'antologies de cançons de Les Six i cançons tradicionals franceses i alemanyes. Les emissions de ràdio van cobrir una altra representació de l'Opéra-Comique de Pelléas et Mélisande amb Jansen, dirigida per Jean Fournet (12 de febrer de 1955), a més de moltes cançons i recitals, especialment del repertori del segle xx.

## Filmografia
Les primeres pel·lícules de Joachim daten de la seva etapa al Conservatori; va participar en Les bas fons de Jean Renoir (la veu d’un cantant de cabaret) el 1936 i a La Marseillaise el 1937 (Madame de Saint-Laurent, cantant i acompanyant-se). Va aparèixer i cantar a la pel·lícula de 1943 Les anges du péché (Robert Bresson) i al 1951 La dernière étape de Wanda Jakubowska. El 1946 es va convertir en una de les primeres persones a cantar Feuilles mortes de Kosma, amb Yves Montand, a Les Portes de la nuit de Marcel Carné.